# Pomatorhinus superciliaris
Il garrulo scimitarra beccosottile (Pomatorhinus superciliaris Blyth, 1842) è un uccello della famiglia Timaliidae, diffuso in Asia, dall'Himalaya al Vietnam nord-occidentale.

## Descrizione
La colorazione del corpo è marrone ruggine, nella parte inferiore è più opaco. La testa è di un grigio scuro e ha un sopracciglio frastagliato di colore bianco; la gola è grigio cenere striata di bianco. Le ali sono di colore marrone ruggine, verso l'esterno sono bordate da piume di colore cenere; le piume primarie esternamente sono di colore marrone cenere; le secondarie sono brune più esternamente; la coda è di marrone scuro, alla base invece è marrone ruggine; sotto le copritrici della coda sono di un marrone ocraceo scuro; le cosce sono di un grigio scuro.
Il becco è nero intenso e lo rende facilmente identificabile, a differenza di specie simili è più lungo e maggiormente curvo; le zampe sono marrone plumbeo; le iridi sono di una tonalità rosso-bruno.
Il garrulo scimitarra beccosottile è un uccello di piccole dimensioni, un esemplare adulto può raggiungere una massa corporea di 28 g.
Le dimensioni degli esemplari adulti sono:
- lunghezza da 19 a 21.6 cm;
- lunghezza delle ali sono di circa 7.5 cm
- la coda è lunga da 8.4 a 11.45 cm
- il tarso è da 2.8 a 3.18 cm
- il becco misura 1.7 cm

La vita media di questa specie è di 5 anni e mezzo.

## Biologia

### Riproduzione
Il garrulo scimitarra beccosottile si riproduce tra maggio e giugno. Crea un nido grande composto da foglie secche di bambù ed erba verde intrecciate e foderate con radici sottili e fibre poste in ciuffi di erba alta o in fitti cespugli. La covata è generalmente costituita da quattro uova che sono di un colore bianco puro.

### Spostamenti
Quando si sposta tende a farlo in grandi stormi.

## Tassonomia
Il garrulo scimitarra beccosottile era precedentemente inserito nel genere monospecifico Xiphirhynchus. È stato spostato nel genere Pomatorhinus sulla base dei risultati di uno studio filogenetico molecolare dei garruli pubblicato nel 2009 che ha dimostrato che si annidava all'interno di un clade con altri membri di Pomatorhinus.

### Sottospecie
Le sottospecie e le loro distribuzioni sono:
- Pomatorhinus superciliaris superciliaris (Blyth, 1842) - Himalaya orientale
- Pomatorhinus superciliaris intextus (Ripley, 1948) - Assam meridionale e Birmania occidentale
- Pomatorhinus superciliaris forresti (Rothschild, 1926) - Cina sudoccidentale e Birmania nordorientale
- Pomatorhinus superciliaris rothschildi (Delacour & Jabouille, 1930) - Vietnam settentrionale

## Distribuzione e habitat
Il garrulo scimitarra beccosottile abita l'ecozona indomalese e una parte dell'ecozona olartica, inclusa la Cina.
Il suo habitat naturale è costituito da foreste montane umide subtropicali e tropicali tra i 1 400 e i 3500 m di altitudine.
Questi territori si estendono in asia occidentale, asia meridionale e nel sud-est asiatico, comprendendo gli stati del Bangladesh, Birmania, Bhutan, Cina, India, Nepal e Vietnam.

## Conservazione
La specie occupa un areale limitato, all'interno del quale la popolazione sembra essere stabile. Per questo la lista rossa IUCN classifica Pomatorhinus superciliaris come specie a rischio minimo (Least Concern).